# Rhamphomyia nevadensis
Rhamphomyia nevadensis är en tvåvingeart som beskrevs av Lindner 1962. Rhamphomyia nevadensis ingår i släktet Rhamphomyia och familjen dansflugor. Inga underarter finns listade i Catalogue of Life.